# Tuberculosi miliar
La tuberculosi miliar, també coneguda com a tuberculosi disseminada, és una forma de tuberculosi que es caracteritza per una àmplia difusió al cos humà i per la petita grandària de les lesions (1-5 mm). El seu nom prové d'un patró distintiu de veure en una radiografia de tòrax de molts punts petits distribuïts al llarg dels camps pulmonars amb l'aparença similar a les llavors de mill, d'aquí el terme "miliar" d'aquesta forma de tuberculosi. La tuberculosi miliar pot infectar qualsevol òrgan, incloent els pulmons, el fetge i la melsa. És una complicació d'un 1-3% de tots els casos de tuberculosi.

## Etiologia
La tuberculosi miliar és una forma d'infecció tuberculosa al pulmó que és el resultat de l'erosió de la infecció a una vena pulmonar. Una vegada que els bacteris arriben al costat esquerre del cor i entren en la circulació sistèmica, la infecció afecta òrgans com el fetge i/o la melsa. D'altra banda, els bacteris poden entrar a ganglis limfàtics, desembocar a una vena sistèmica i, finalment, arribar al costat dret del cor. Des del costat dret del cor, els bacteris es dirigeixen cap als pulmons, causant la infecció en forma de llavors de mill.

## Símptomes
Els pacients amb tuberculosi miliar solen consultar per símptomes inespecífics, com febreta, tos i engrandiment dels ganglis limfàtics. La tuberculosi miliar també es pot presentar amb engrandiment del fetge (40% dels casos), engrandiment de la melsa (15%), inflamació del pàncrees (<5%), i disfunció orgànica múltiple amb insuficiència suprarenal (les glàndules suprarenals no produeixen suficient hormona esteroide per a regular la funció de l'òrgan). També poden presentar diarrees. Els factors de risc de contreure tuberculosi miliar són: estar en contacte directe amb una persona amb aquesta patologia, viure en condicions insalubres i amb una dieta poc saludable. La gent als EUA que estan en major risc de contraure la malaltia són les persones sense llar i les persones amb VIH o sida.